# Vellozia pulchra
Vellozia pulchra är en enhjärtbladig växtart som beskrevs av Lyman Bradford Smith. Vellozia pulchra ingår i släktet Vellozia och familjen Velloziaceae. Inga underarter finns listade.